# 彈跳桿

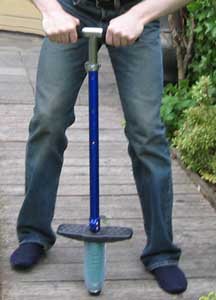

彈跳桿（Pogo stick），亦有音譯彈簧單高蹺或普狗，是一种机械协助人弹跳的工具。其采用高性能技术弹簧，是一种可站立于地面的，通过用力下跳的弹性跳高器，其主要用途为玩具、运动器材。同时也是极限运动的爱好者所使用的器材之一，他們称其为“Xpogo”，是全球范围内广为流传的极限运动之一。

## 组成
主要包括：顶部的手柄、靠下方的脚踏板和作为主杆的弹簧杆。另外，在弹簧杆的下方的还装有两块垫片。
其使用方式是：使用者将脚踩在脚垫，同时保持身体的平衡，双腿发力从而进行上下的弹跳，当弹簧处于完全压缩或张开的时候，通过空气压缩对弹簧的反作用力，就可将使用者推出几英寸或者更高的半空中，使用者也可以通过运用膝盖的弯曲动作增加或减少弹跳的力度。一旦重复这样的操作，便可完成周期性的弹跳。
使用者可通过选择不同的发力点，操纵弹簧的重心，从而改变运动的方向轨迹。

## 发明者
彈跳桿最早起源于1891年，其最先发明者是美国堪萨斯州威奇托市的乔治.H.海灵顿（George H. Herrington），其最初发明彈跳桿的初衷是为了：“使人类跳的更高、更远”。同时，这也作为这项运动的精髓被一直延续至今。

## Xpogo
通过Pogo Stick来做各种高难度技巧表演的Pogo极限运动现在越来与受欢迎，同时它也被称为Xpogo。今天的Xpogo的弹跳高度极限，已经超过10英尺的高度的（从地面测量到末端的底部）。目前，POGO仍旧是一个相对较新的极限运动，不过其发展也越来越迅速，从逐年增长的销售量也可以看出，Pogo Stick越来越受到全球各地Xpogo运动员的喜爱。随着Xpogo运动的发展和普及，在YouTube上也可以找到非常多的类似相关影片。